# The Cloister and the Hearth
The Cloister and the Hearth è un film muto del 1913 diretto da Cecil M. Hepworth e interpretato da Alec Worcester, Alma Taylor e Hay Plumb. La sceneggiatura è l'adattamento per lo schermo dell'omonimo romanzo di Charles Reade pubblicato nel 1861. La pellicola è andata perduta.

## Produzione
Il film fu prodotto dalla Hepworth.

## Distribuzione
Distribuito dalla Hepworth, il film uscì nelle sale cinematografiche britanniche nel novembre 1913. Il 9 marzo 1914, venne presentato anche negli Stati Uniti, distribuito dalla Blinkhorn Photoplays.
Fu distrutto nel 1924 dallo stesso produttore, Cecil M. Hepworth. Fallito, in gravissime difficoltà finanziarie, Hepworth pensò in questo modo di poter almeno recuperare il nitrato d'argento della pellicola.